# Harakälen
Harakälen är ett naturreservat i Skellefteå kommun i Västerbottens län.
Området är naturskyddat sedan 2017 och är 129 hektar stort. Reservatet omfattar övre delen av höjden Harakälen och består av  brandpräglade barrnaturskogar och barrblandskogar med gammal tallskog i mitten av området.